# Лефкаритика
Лефкаритика или Лефкара чипка је ручно рађена чипка из села Пано Лефкаре на Кипру. Значајне карактеристике су бод на порубу, сатенски бод испуне, шупљи вез, изрез, беле, смеђе, екру боје и геометријски сложени обрасци.
Године 2009. овај традиционални занат чипкарства уписан је на Репрезентативну УНЕСКО-ову листу нематеријалне културне баштине.

## Историја
Лефкаритика је карактеристична врста уметности везења на Кипру, која датира најраније из 14. века.  Спада у категорију уметности белог веза на Кипру. То је наслеђе старијег типа, названог „аспроплоумија“. Главни шавови „аспроплоумије“ преживели су у најновијем типу Лефкаритике. Додају се нови шавови и мотиви у зависности од вештине и креативности везиље. Лефкаритика је убрзо достигла виши ниво квалитета, због конкуренције међу женама, с обзиром да су се сматрале средишњим делом мираза. Свака девојка је морала имати проширену колекцију спремну за излагање на дан венчања. На тај начин су многи традиционални елементи прошли од мајке до ћерке. Многе жене бавиле су се везом и то им је била професија. Жене везиље у Пано Лефкари, зване „ploumarisses“, организовале су производњу од куће. Мушкарци из Лефкаре, звани „kentitarides“, били су трговци и путовали су широм Европе и Скандинавије. Према традицији, у 15. веку Леонардо да Винчи посетио је Кипар и са собом однео чипку Лефкара у Италију, која данас украшава Миланску катедралу.

## Центри за производњу
Некада су највећи центри производње била села Пано Лефкара и Като Лефкара. Данас се ови везови производе широм Кипра, а посебно у селима Kato Drys, Vavla, Vavatsinia, Ora, Choirokoitia, Skarinou, Dali и Athienou.

## Материјали и техника
Прва чипка Лефкара направљена је од локалне беле памучне тканине произведене на Кипру. Користи се комбинација шавова и резова. Велики везови звани "tagiades" додају се узорцима "dantela venis" ("венецијанска чипка"), "pittota", "gyroulota", "liminota". Њихово име потиче од италијанског "Punto Tagliato", својеврсног дизајна кроја популарног у Италији током 16. века. Према подацима Кипарске занатске службе, различити мотиви чипке Лефкара чине више од 650.
Најкарактеристичнији образац чипке Лефкара је "potamoi" („реке“). Израђивали су их од троугластих цик-цакова, названих „kamares“ („лукови“).